# Kō Arima
Kō Arima (有馬 洪?, Arima Kō; 22 agosto 1917 – ...) è stato un calciatore giapponese, di ruolo centrocampista.